# Холуница

Холуница — река в России, протекает в Оричевском районе Кировской области. Устье реки находится в 579 км по левому берегу реки Вятки. Длина реки составляет 23 км. В 3 км от устья принимает слева реку Прудище.
Исток реки южнее деревни Смирновы (Истобенское сельское поселение). река течёт на северо-запад, в верхнем течении протекает деревни Тупицины и Смолиха, в нижнем течёт по ненаселённому лесу. Притоки — Харапугичи, Петачиха, Гаревая, Прудище (все — левые). Впадает в Вятку пятью километрами ниже села Истобенск.

## Данные водного реестра
По данным государственного водного реестра России относится к Камскому бассейновому округу, водохозяйственный участок реки — Вятка от города Киров до города Котельнич, речной подбассейн реки — Вятка. Речной бассейн реки — Кама.
По данным геоинформационной системы водохозяйственного районирования территории РФ, подготовленной Федеральным агентством водных ресурсов:
- Код водного объекта в государственном водном реестре — 10010300312111100034921
- Код по гидрологической изученности (ГИ) — 111103492
- Код бассейна — 10.01.03.003
- Номер тома по ГИ — 11
- Выпуск по ГИ — 1